# Fiskertøsen
Fiskertøsen er en amerikansk stumfilm fra 1917 af Maurice Tourneur.

## Medvirkende
- Mary Pickford som Marget MacTavish
- Matt Moore som Jamie Campbell
- Warren Cook som Robert
- Kathryn Browne-Decker
- Ed Roseman som David Pitcairn